# Chinesische Blumen-Esche
Die Chinesische Blumen-Esche (Fraxinus paxiana) ist eine Laubbaumart aus der Gattung der Eschen in der Familie der Ölbaumgewächse. Ihr natürliches Verbreitungsgebiet liegt in China.

## Beschreibung
Die Chinesische Blumen-Esche ist ein kleiner, laubabwerfender Baum der eine Höhe von 10 bis über 15 Meter erreicht und oft breiter als hoch ist. In Kultur wächst er meist strauchig. Die Zweige sind olivfarben bis gelbbraun und kahl. Die Endknospen sind sehr groß und von ein bis zwei Paar dünnen, dunkelbraunen, kragenförmig abstehenden Schuppen umgeben. Die inneren Schuppen sind dicht braun und filzig behaart. Der Stammdurchmesser erreicht über 1 Meter.
Die gegenständigen und gestielten Laubblätter sind 10 bis 35 Zentimeter lang, unpaarig gefiedert und bestehen aus 7 bis 9 sitzenden oder fast sitzenden Blättchen. Die Blättchen sind 5 bis 18 Zentimeter lang und 2 bis 6 Zentimeter breit, schmal eiförmig bis elliptisch, zugespitzt mit einer spitzen bis abgerundeten Basis. Der Blattrand ist gesägt bis gekerbt. Die Blattoberseite ist dunkelgrün und kahl, die Unterseite ist nur bei jungen Blättern etwas behaart. Es werden 2 bis 16 Nervenpaare gebildet. Der rinnige Blattstiel ist 5 bis 10 Zentimeter lang. 
Die Chinesische Blumen-Esche  ist polygam-diözisch. Die duftenden, weißen Blüten sind zwittrig oder männlich und stehen in großen, reichblütigen, end- oder achselständigen Rispen. Kronblätter sind vorhanden. Die Blüten erscheinen mit oder nach den Blättern im Mai. 
Als Früchte werden 2,5 bis 3,5 Zentimeter lange, einseitig geflügelte und einsamige Nussfrüchte gebildet, deren Flügelsaum mehr oder weniger bis zur Mitte herabläuft.

## Verbreitung und Ökologie
Das Verbreitungsgebiet der Chinesischen Blumen-Esche liegt in China in den Provinzen Hubei, Hunan und Shaanxi. Dort gedeiht sie in Steppengehölzen und Trockenwäldern auf mäßig trockenen bis frischen, schwach sauren bis alkalischen, sandig-lehmigen bis lehmigen, nährstoffreichen Böden an sonnig-heißen Standorten. Sie ist frostempfindlich. Man findet sie in Höhen von 400 bis 1100 Metern.

## Systematik
Die Chinesische Blumen-Esche (Fraxinus paxiana) ist eine Art aus der Gattung der Eschen (Fraxinus) in der Familie der Ölbaumgewächse (Oleaceae). Sie wird der Sektion Ornus zugeordnet. Neben der Nominatform Fraxinus paxiana var. paxiana werden zwei Varietäten unterschieden: Fraxinus paxiana var. depauperata Lingelsh. und Fraxinus paxiana var. sikkimensis Lingelsh., die auch unter den Synonymen Fraxinus depauperata (Lingelsh.) Z. Wei und Fraxinus sikkimensis (Lingelsh.) Hand.-Mazz. als eigene Arten gesehen werden.

## Verwendung
Die Chinesische Blumen-Esche wird selten aufgrund der dekorativen und duftenden Blüten als Zierstrauch verwendet. Die Rinde der Blumen-Esche findet u. a. aufgrund der darin enthaltenen Cumarin-Derivate Fraxetin und Fraxin Anwendung in der traditionellen chinesischen Medizin.